# Oumed Oukri
Oumed Oukri   (Gambela i Etiòpia, 5 d'octubre de 1990), amàric: ዑመድ ዑክሪ, és un futbolista etíop de la dècada de 2010.
Fou internacional amb la selecció de futbol d'Etiòpia.
Pel que fa a clubs, destacà a Defence Force FC, Saint George SC i Al Ittihad.